# یک سال خوب
یک سال خوب (انگلیسی: A Good Year) فیلمی در ژانر کمدی رمانتیک و کمدی-درام به کارگردانی ریدلی اسکات است که در سال ۲۰۰۶ منتشر شد.
خلاصه داستان
پس از سال‌ها قطع ارتباط، مردی انگلیسی به نام «ماکس اسکینر» (کرو) باخبر می‌شود که عمویش (فینی) درگذشته و در پرووانس برای او یک قصر و تاکستان به ارث رسیده‌است. «ماکس» به فرانسه می‌رود تا هرچه زودتر ارثیه را به فروش برساند. اما خاطرات دوران کودکی (که در این املاک سپری کرده)، جذابیت دختری فرانسوی (کوتیار) و زنی آمریکایی (کورنیش) که ادعا می‌کند دختر نامشروع عموی «ماکس» است، نقشه‌های او را برهم می‌زند…

## بازیگران
- راسل کرو
- آلبرت فینی
- ماریون کوتیار
- ابی کورنیش
- تام هالندر
- فردی هایمور
- آرچی پنجابی
- ولری برونی تدسکی
- ریچارد کویل
- پاتریک کندی
- فلیسیته دو ژو